# Alte Ziegelei (Wiesbaden)

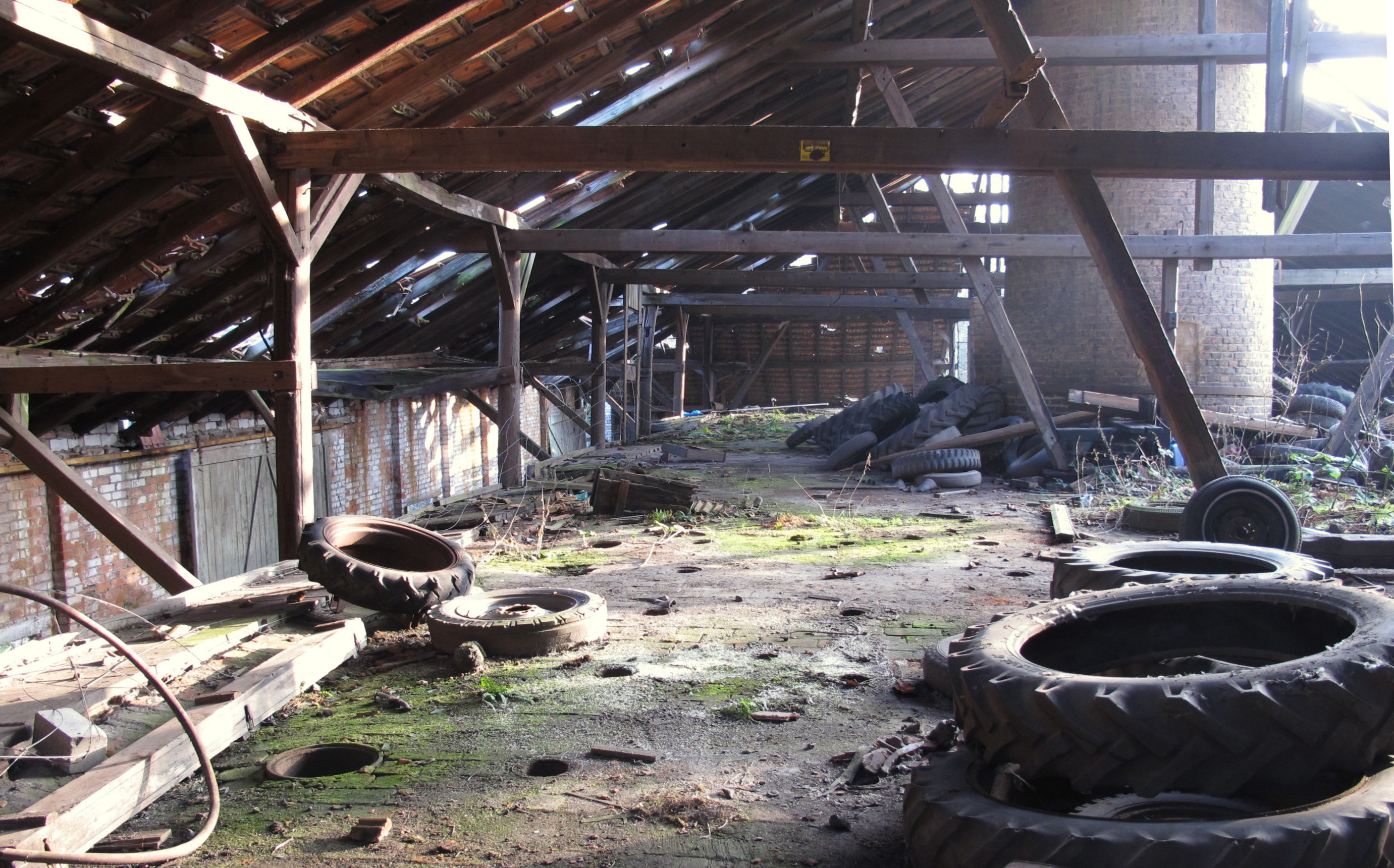
Schürebene des Ringofens (2014)

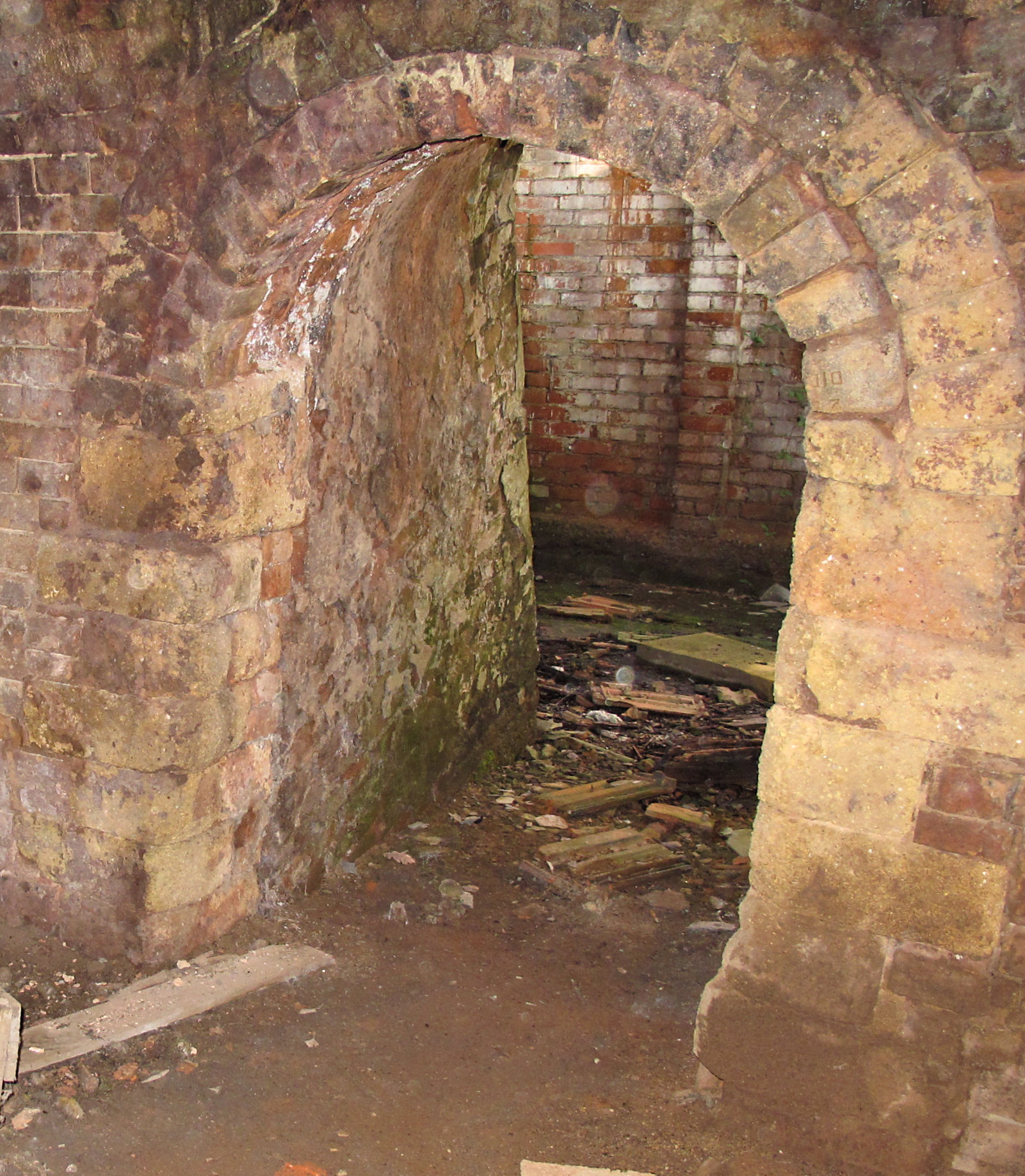
Einer der Zugänge zum Ringofen

Die Alte Ziegelei im Norden von Wiesbaden-Bierstadt ist eine verfallende, aus mehreren Gebäuden bestehende Industrieruine. Bis in die 1950er Jahre stellte dort die Firma Nath und Oeder Ziegelsteine her.
Es handelt sich um eine von ehemals 26 Ziegeleien in Wiesbaden; nur drei davon sind (teilweise) erhalten. Kernstück der Anlage ist ein Hoffmannscher Ringofen. Ofen und Schornstein stufte das hessische Landesamt für Denkmalpflege als industriegeschichtliches und stadtbaugeschichtliches Kulturdenkmal ein.
Die Stadt Wiesbaden als Eigentümerin wurde vielfach wegen des schlechten Zustands des Gebäudeensembles kritisiert. 2015 verhandelte sie über einen Verkauf an einen Investor; das Ergebnis der Verhandlungen wurde nicht veröffentlicht.

## Nachweise
- Ziegel für die Weltkurstadt. Lilienjournal, 15. Januar 2015.
- Tagesordnungspunkt 8 der öffentlichen Sitzung des Ortsbeirates des Ortsbezirkes Wiesbaden-Bierstadt am 25. Oktober 2007. Stadt Wiesbaden (PDF)
- Tagesordnungspunkt 6 der öffentlichen Sitzung des Ortsbeirates des Ortsbezirkes Wiesbaden-Bierstadt am 17. März 2015. Stadt Wiesbaden (PDF)
- Tagesordnung I Punkt 13 der öffentlichen Sitzung am 22. September 2015. Stadtverordnetenversammlung der Stadt Wiesbaden (PDF)
- Tagesordnung II Punkt 16 der öffentlichen Sitzung am 22. September 2015. Stadtverordnetenversammlung der Stadt Wiesbaden (PDF)

Koordinaten: 50° 6′ 22,9″ N, 8° 16′ 47,5″ O